# Serreia notabilis
Serreia notabilis är en insektsart som beskrevs av Baker 1927. Serreia notabilis ingår i släktet Serreia och familjen Machaerotidae. Inga underarter finns listade i Catalogue of Life.